# 布拉德·皮特 (拳击运动员)
布拉德·皮特（英語：Brad Pitt，1981年11月8日—），澳大利亚男子拳击运动员。他曾代表澳大利亚参加2006年英联邦运动会拳击比赛，获得一枚金牌。他也曾参加2008年夏季奥林匹克运动会。